# تسویکاور لاند
تسویکاور لاند (به آلمانی: Landkreis Zwickauer Land) یک ناحیه در آلمان است که در زاکسن واقع شده‌است. تسویکاور لاند ۱۳۳٬۷۴۱ نفر جمعیت دارد.